# Кома (фільм, 1989)
«Кома» — радянський художній фільм 1989 року, знятий режисерами Нійоле Адоменайте і Борисом Горловим на кіностудії «Ленфільм».

## Сюжет
Марію заарештували після студентської вечірки, де вона із захопленням прочитала цвєтаєвську «Повість про Сонечку». Драматичність подій досягає піка, коли заради того, щоб врятувати дитину, яка народилася в таборі, вона змушена підписати донос на його батька.

## У ролях
- Наталія Нікуленко — Антипова Марія
- Олександр Башуров — Никифор
- Олег Крутіков — Мєдніков
- Ольга Торбан — Олена
- Тетяна Єгорова — Любка
- Олександр Зав'ялов — підполковник НКВС
- Галина Ульянова — Лідія Степанівна, офіцер НКВС
- Є. Богачов — епізод
- Є. Баришева — епізод
- О. Бормашенко — епізод
- Тамара Вікторова — епізод
- А. Єрємєєв — епізод
- І. Панов — епізод
- П. Понятков — епізод
- Григорій Русу — епізод
- Юрій Сєров — епізод
- Ю. Сухов — епізод
- В. Федоров — епізод
- Олександр Строєв — студент

## Знімальна група
- Режисери — Нійоле Адоменайте, Борис Горлов
- Сценаристи — Нійоле Адоменайте, Юрій Макусинський, Михайло Коновальчук
- Оператор — Юрій Воронцов
- Композитор — Альгірдас Паулавічюс
- Художник — Михайло Гаврилов